# Black Codes
De Black Codes zijn een geheel van wetten aangenomen in de Verenigde Staten door de Zuidelijke Staten tussen 1865 en 1866 na de Amerikaanse Burgeroorlog.
Met het beslechten van de burgeroorlog overwon het ideeëngoed van het abolitionisme. Vanaf 1865 was middels het dertiende amendement van de grondwet van de Verenigde Staten slavernij formeel afgeschaft. De Black Codes ingevoerd door blanken in het Zuiden beperkten evenwel toch de vrijheid van de Afro-Amerikanen en onderdrukten met lage lonen, beperkingen in toegang tot onderwijs en zo meer hun mogelijkheden tot emancipatie. De Amerikaanse overheid had met de installatie van het Freedmen's Bureau wel een organisatie gecreëerd om de rechten van de bevrijde slaven te verdedigen, maar zocht anderzijds ook naar manieren om de economie van de Zuidelijke Staten niet te zeer te fnuiken na het verlies van de gratis slavenarbeid.
Daarom werd een deel van de racistische wetgeving die voorkwam in de Slave Codes van de Confederale Staten gerecupereerd. Zwarten hadden geen stemrecht, een verbod op wapendracht, beperkingen in samenscholing en vrijheid van vergadering, ook voor erediensten. Het was zwarten verboden te getuigen tegen blanken in rechtszaken en er gold een expliciet verbod op leren lezen en schrijven voor zwarten. Al deze regels waren elementen in de Black Codes geldig in meerdere staten.
Een ander element van de Black Codes was dat zij dienden om dwangarbeid verder te faciliteren. Niet alleen werden systemen uitgebouwd waarbij schuldenaars verplicht konden worden hun schulden middels systemen van peonage aan hun schuldeisers af te lossen. Ook een zeer brede toepassing van landloperswetten liet toe mensen te arresteren en te verplichten tot dwangarbeid. De Amerikaanse onderzoeksjournalist en schrijver Douglas A. Blackmon won in 2009 de algemene non-fictie Pulitzer Prize voor zijn boek over dit systeem, getiteld Slavery by Another Name: The Re-Enslavement of Black Americans from the Civil War to World War II.
De wetgeving in de Black Codes werd na 1890 omgevormd tot de Jim Crow-wetten die rassensegregatie regelden.